# Wikipédia en shona
Wikipédia en shona (en shona : Wikipedhiya chiShona) est l’édition de Wikipédia en shona, langue bantoue parlée principalement au Zimbabwe. L'édition est lancée officiellement en mars 2004, mais dans les faits en décembre 2005. Son code est : sn.
Au 22 mars 2025, l'édition en shona contient 11 466 articles et compte 18 996 contributeurs, dont 22 contributeurs actifs et 1 administrateur.

## Présentation

Localisation du shona au sein des langues bantoues.

## Statistiques
- Le 12 mars 2015, l'édition en shona compte 2 321 articles et 5 201 utilisateurs enregistrés[3], ce qui en fait la 200e[4] édition linguistique de Wikipédia par le nombre d'articles et la 221e[5] par le nombre d'utilisateurs enregistrés, parmi les 287 éditions linguistiques actives.
- Le 1er novembre 2022, elle contient 9 102 articles et compte 15 792 contributeurs, dont 23 contributeurs actifs et 1 administrateur.
- Le 23 septembre 2024, elle contient 11 443 articles et compte 18 432 contributeurs, dont 27 contributeurs actifs et 1 administrateur.